# Español neutro

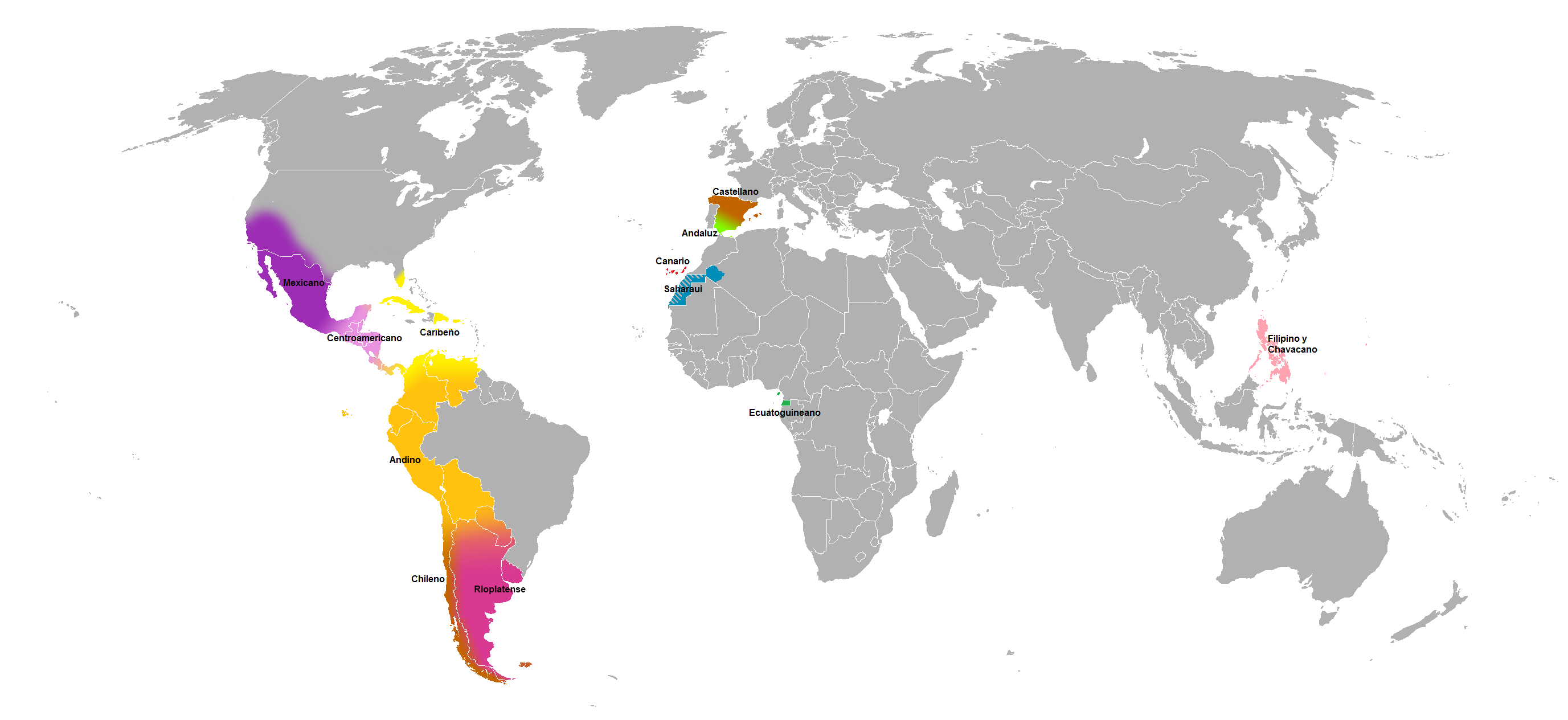
Mapa en el que se muestra los distintos dialectos del español en el mundo.

El español neutro o castellano neutro, es un intento por crear una variante artificial del idioma español que sea aceptable para distintos públicos, con el que se pretende deslocalizar el lenguaje y que se acomode al máximo número posible de hispanohablantes, con el fin de ser empleado por medios de comunicación y entretenimiento. Es una manera de abaratar costes, perdiendo la naturalidad del lenguaje de cada región. 
Es una modalidad elaborada a partir del diasistema del español que se usa principalmente con fines comerciales para llegar a un área geolectal amplia; utilizándose con preferencia aquellas formas léxico-semánticas y morfosintácticas, así como modelos de dicción (estándares de pronunciación), más extendidos en todo ese territorio. Su creación se debe a un intento por unificar y rentabilizar el mercado hispanohablante, y así evitar la inversión que supondría realizar distintas adaptaciones para diferentes países.
El español neutro no tiene nada que ver con diversos mitos acerca de en qué región se habla un «español puro» o un «español sin acento». Ante ciertas diferencias de pronunciación irreconciliables, el español neutro aboga por el uso de rasgos dialectales como el seseo o el yeísmo debido a su amplia extensión en el mundo hispanohablante. Por otro lado, un español sin acento sería únicamente un modelo hipotético de pronunciación, mientras que el español neutro englobaría además otros aspectos, como las conjugaciones y regionalismos empleados.
El gran corte y fragilidad que divide al español internacional se da en España, debido a que el español basado en cualquier variedad americana tiene diferencias más notorias con respecto a las variedades ibéricas, por lo que es frecuente que películas u otro material audiovisual acabe teniendo 2 versiones; una para España y otra para Hispanoamérica. En el español peninsular de los medios predomina la pronunciación de Madrid, la capital.
La neutralidad del acento solo se puede entender de manera subjetiva, siempre de parte de quien habla una variedad específica del español respecto  a  otras, y por tanto un español neutro aceptado por todos no puede existir.

## Características
El español neutro basa su modelo en el estándar mexicano (y áreas circundantes) en detrimento de otras variedades como el español ibérico o el rioplatense, debido a su mayor extensión territorial y de población. Esto sería un modelo de pronunciación adscribible al utilizado en las tierras altas de Hispanoamérica pero sin entonaciones que permitan identificar el habla a una región concreta. Así pues, se emplean fenómenos lingüísticos como el seseo o el yeísmo ya que solo se hace uso de 17 fonemas consonánticos obviando tanto el fonema interdental /θ/ como el fonema palatal lateral /ʎ/; mientras que en las conjugaciones se opta por el uso del tuteo y el ustedeo, relegando las formas singulares y plurales del voseo a un contexto histórico, arcaico o localizado.
Con respecto al plano morfosintáctico, algunos de los rasgos más notables que se suelen encontrar son los siguientes: el uso abundante de la falsa pluralización del complemento directo, la ausencia del complemento directo en ciertos verbos o la ausencia de sufijos aspectuales especiales y de diminutivos.
También se detectan variaciones en la sintaxis empleada por un mismo hablante: los determinantes posesivos pueden ser tónicos o átonos, existe alternancia en el uso del pretérito perfecto compuesto y el pretérito indefinido para acciones pasadas dentro de un espacio de tiempo inacabado, para el mismo contexto temporal se alterna por conjugar los verbos en presente y en pretérito perfecto, como también se alternan las formas en subjuntivo e indicativo para oraciones subordinadas sustantivas con dependencia del verbo creer.
Otros aspectos más específicos utilizados son los siguientes: el hecho de que las perífrasis de relativo u oraciones hendidas siempre se construyen con que, la aparición el interrogativo cuál como adjetivo, las oraciones interrogativas directas que comienzan por cómo son continuadas por el verbo ser conjugado más el nexo que.
Por último, cabe mencionar que intenta restringirse al habla culta pretendiendo dejar a un lado la jerga, modismos, expresiones coloquiales y vulgares o cualquier otro tipo de regionalismo que pueda llevar a confusiones entre la población de distintos países.

## El mito sobre los lugares donde se atribuyen el español neutro
En la hispano-esfera, hay algunos lugares que se atribuyen tener acento neutro:
- En Bogotá (Colombia), sus habitantes dicen tener un español puro y sin acento;[12] según los bogotanos,[13] allí se habla el mejor español del mundo.[14]
- En Guayaquil (Ecuador), dicen que su tono no tiene forma cantada y su pronunciación es clara.[15]
- En Madrid (España), se dice que los acentos pertenecen a los gallegos, los catalanes o los andaluces, mientras Madrid no tiene acento.[9]
- En México, especialmente en Ciudad de México, sus habitantes dicen tener acento neutro; su argumento se basa en la cantidad de doblaje en cine, televisión e infomerciales.[16]
- En Perú, se suele afirmar que el español de la costa (español ribereño), especialmente el de Lima, sería el más neutro. La creencia se debe a que en la década de 1980, el país fue muy solicitado para realizar doblajes.[17] Según un estudio de actitudes lingüísticas coordinado desde la Universidad de Bergen (Noruega) en colaboración con Darío Rojas, magíster en lingüística de la Universidad de Chile,[18] los chilenos creen que en Perú se habla el mejor español debido a su pronunciación y vocabulario.[19] La malinterpretación del objetivo de dicho estudio por parte de algunos medios de comunicación ayudó a afianzar dicha creencia entre los ciudadanos peruanos.[20]

De manera que, la ‘neutralidad’ del acento se entiende de manera subjetiva, siempre de parte de quien habla una variedad  específica del español respecto a otras formas de hablar ajenas a su costumbre y como tal el español neutro no existe.

## Críticas
La principal crítica del español internacional es que este no engloba a todos los países hispanos y lo neutro es subjetivo. El "español neutro" que se utiliza en los doblajes en Hispanoamérica está basado en el habla de México, quitando gran cantidad de argot y regionalismos. 
La idea de un español panhispánico llegó de la mano de productores de cine estadounidenses que decidieron desarrollar un doblaje sin las características específicas de un país en concreto, con el fin de abarcar un mercado de mayor audiencia. El doblaje de la película Río Rita en 1929 fue el primer doblaje de una película al español, y también el primer intento por doblar una película usando un "español neutro".
El español neutro, en su intento por crear una variedad no localizada y generalista del idioma, ha recibido diversas críticas por parte de los lingüistas. Partiendo de la premisa de que es un estándar artificial y, además, empleado en la mayoría de ocasiones sin el asesoramiento de especialistas en lingüística; se arremete principalmente contra el empobrecimiento al que se somete el léxico y la sintaxis del idioma. También se le acusa de ejercer un cierto colonialismo cultural, ya que supuestamente provoca pérdida de identidad cultural que habría ocurrido en muchos países hispanoamericanos por influencia de habla mexicana en sus respectivas poblaciones locales, mientras que en otros como en España se opta habitualmente por prescindir del español neutro, ya que muchas expresiones y giros lingüísticos se consideran de uso mayoritario en países de Hispanoamérica. Además, a pesar de pretender hacer uso de un léxico extendido en el mundo hispanohablante, se pueden encontrar diversos términos de origen mexicano infiltrados en este tipo de habla.